# Iwuy
Iwuy é uma comuna francesa na região administrativa de Altos da França, no departamento de Nord. Estende-se por uma área de 12,75 km². Em 2010 a comuna tinha 3 390 habitantes (densidade: 265,9 hab./km²).